# Lola Moolhuijzen
Lola Moolhuijzen (17 augustus 2004) is een Nederlands waterpolospeelster die uitkomt voor Polar Bears in Ede. Met Polar Bears werd ze in 2021 en 2022 landskampioen. Ze is de dochter van oud-waterpolo international Bas de Jong en de kleindochter van Ad Moolhuijzen, die voor Nederland waterpolo speelde op de OS '68.
Moolhuijzen maakte in maart 2022 haar debuut voor het Nederlands team in een World Leaguekwalificatiewedstrijd tegen Griekenland. In juni 2022 volgde haar debuut in een groot internationaal toernooi toen ze werd geselecteerd voor het Wereldkampioenschap in Boedapest.

## Erelijst
- 2022:  WK Boedapest (Hongarije)
- 2023:  Wereldbeker in Long Beach (Verenigde Staten)
- 2023:  WK Fukuoka (Japan)
- 2024:  EK in Eindhoven (Nederland)
- 2024:  Olympische Spelen